# آرکوما (اکلاهما)
آرکوما(به انگلیسی: Arkoma) شهری در ایالت اکلاهما کشور ایالات متحده آمریکا است که جمعیت آن در سرشماری سال ۲۰۱۰ میلادی، ۱٬۹۸۹ نفر بوده‌است.